# Zasów
Zasów (do 14 lutego 1968 Zassów) – wieś w Polsce położona w województwie podkarpackim, w powiecie dębickim, w gminie Żyraków.
Miejscowość jest siedzibą rzymskokatolickiej parafii św. Stanisława Biskupa Męczennika należącej do dekanatu Radomyśl Wielki.
W latach 1975–1998 miejscowość administracyjnie należała do województwa tarnowskiego.
W 1857 r. urodził się w Zasowie Teodor Marian Talowski – architekt polski przełomu XIX i XX w.

## Części wsi
| SIMC    | Nazwa       | Rodzaj    |
| ------- | ----------- | --------- |
| 0839910 | Międzylesie | część wsi |
| 0839926 | Parkany     | część wsi |
| 0839932 | Rynek       | część wsi |

## Zabytki
Według rejestru zabytków NID na listę zabytków wpisane są:
- kościół pw. św. Stanisława Biskupa, 1885, nr rej.: A-1139 z 18.12.1998
- zespół dworski[10] XVII, XVIII, XIX, nr rej.: A-199 z 26.11.1979 i z 15.10.1998:
  - ruina dworu
  - portiernia
  - park.

Obok cmentarza parafialnego znajduje się Cmentarz wojenny nr 242 – Zasów.